# Interestatal 96
La Interestatal 96 (abreviada I-96) es una autopista interestatal ubicada en el estado de Míchigan. La autopista inicia en el este desde la US 31 en Norton Shores, sigue hacia el oeste hasta la I-75 en Detroit. La autopista tiene una longitud de 309 km (192.032 mi).

## Mantenimiento
Al igual que las carreteras estatales, las carreteras federales, la Interestatal 96 es administrada y mantenida por el Departamento de Transporte de Míchigan por sus siglas en inglés MDOT.

## Cruces
La Interestatal 96 es atravesada principalmente por la US 131  en Walker
 I 196  en Grand Rapids
 I 69  cerca de Lansing
 I 496  , US 127  en Lansing
 US 23  en Brighton
 I 275  , I 696 , M 5  en Farmington Hills
 I 275  , M 14  cerca de Livonia
 US 24  en Redford
 I 94  en Detroit.